# Coppa Placci 1971
La Coppa Placci 1971, ventunesima edizione della corsa, si svolse il 1º settembre 1971 su un percorso di 220 km. La vittoria fu appannaggio dell'italiano Ugo Colombo, che completò il percorso in 5h58'13", precedendo lo svedese Tomas Pettersson ed il connazionale Giancarlo Polidori.

## Ordine d'arrivo (Top 10)
| Pos. | Corridore           | Squadra      | Tempo    |
| ---- | ------------------- | ------------ | -------- |
| 1    | Ugo Colombo         | Filotex      | 5h58'13" |
| 2    | Tomas Pettersson    | Ferretti     | a 11"    |
| 3    | Giancarlo Polidori  | Scic         | s.t.     |
| 4    | Felice Gimondi      | Salvarani    | s.t.     |
| 5    | Primo Mori          | Salvarani    | a 1'46"  |
| 6    | Giovanni Cavalcanti | Filotex      | a 2'48"  |
| 7    | Marino Basso        | Molteni      | a 2'51"  |
| 8    | Luigi Sgarbozza     | G.B.C.-Zimba | s.t.     |
| 9    | Franco Bitossi      | Filotex      | s.t.     |
| 10   | Adriano Durante     | Toffoletto   | s.t.     |